# Prekeramisch Neolithicum C
Het Prekeramisch Neolithicum C of PPNC (Pre Pottery Neolithic C) wordt soms (vooral in Israël) wel als een aparte periode gezien, terwijl anderen het zien als het laatste deel van het Prekeramisch Neolithicum B of PPNB. Pre-Pottery betekent dat er nog geen potten gebakken werden. De mensen hadden al in het PPNA vaste woonplaatsen en deden aan landbouw. In het PPNB en PPNC begon men geleidelijk aan steeds meer aan veeteelt te doen.

## Datering en vindplaats
Opgravingen van de vindplaats van 'Ain Ghazal in Jordanië suggereren dat de PPNC-periode duurde tussen 6.200 and 5.900 v. Chr.

## Oorzaken en verspreiding
Juris Zarins stelde een "Omvattend Arabisch Nomadisch Herders Complex" voor, dat zich zou hebben ontwikkeld vanaf de klimaatcrisis van 6200 v.Chr. (ook wel de 8k2-gebeurtenis genoemd, waarbij de temperatuur wereldwijd enkele graden daalde). Deze ontwikkeling was deels een gevolg van het steeds verder ontwikkelen van de veeteelt door de PPNB culturen. Verder suggereerde hij een samengaan met Harifian jager-verzamelaars in Zuid-Palestina. Er zouden banden geweest zijn met de culturen van Fajoem (Qarunien) en de oostelijke woestijn van Egypte. Deze culturen verspreidden zich zuidwaarts langs de kusten van de Rode Zee en oostwaarts van Syrië tot aan Zuid-Irak.